# Nops ursumus
Nops ursumus är en spindelart som beskrevs av Arthur M. Chickering 1967. Nops ursumus ingår i släktet Nops och familjen Caponiidae.
Artens utbredningsområde är Panama. Inga underarter finns listade i Catalogue of Life.